# Доминиканская Республика на летних Олимпийских играх 1968
Доминиканская Республика принимали участие в Летних Олимпийских играх 1968 года в Мехико (Мексика) во второй раз за свою историю, но не завоевали ни одной медали.

## Результаты
| Спортсмен        | Весовая категория | Первый раунд                    | Второй раунд         | Четвертьфинал        | Полуфинал            | Финал                |       |
| Спортсмен        | Весовая категория | Соперник Счёт                   | Соперник Счёт        | Соперник Счёт        | Соперник Счёт        | Соперник Счёт        | Место |
| ---------------- | ----------------- | ------------------------------- | -------------------- | -------------------- | -------------------- | -------------------- | ----- |
| Игнасио Эспинал  | до 48 кг          | Роберт Урретабизкая Аргентина П | Завершил выступления | Завершил выступления | Завершил выступления | Завершил выступления | 17    |
| Мартин Пуэлло    | до 60 кг          | Армандо Мендоса Венесуэла П     | Завершил выступления | Завершил выступления | Завершил выступления | Завершил выступления | 17    |
| Донато Картахена | до 63,5 кг        | Джеймс Уоллингтон США П         | Завершил выступления | Завершил выступления | Завершил выступления | Завершил выступления | 17    |

### Борьба
Вольная борьба
| Спортсмен      | Весовая категория | Круговой раунд                               | Круговой раунд                   | Круговой раунд        | Круговой раунд           | Круговой раунд       | Круговой раунд        | Финальный раунд           | Финальный раунд |
| Спортсмен      | Весовая категория | Первый круг Результат                        | Второй круг Результат            | Третий круг Результат | Четвёртый круг Результат | Пятый круг Результат | Шестой круг Результат | Финальный раунд Результат | Место           |
| -------------- | ----------------- | -------------------------------------------- | -------------------------------- | --------------------- | ------------------------ | -------------------- | --------------------- | ------------------------- | --------------- |
| Хосе Дефран    | до 52 кг          | Мохаммад Горбани Иран П Туше (1:55)          | Ричард Сандерс США П Туше (1:11) | Завершил выступления  | Завершил выступления     | Завершил выступления | Завершил выступления  | Завершил выступления      |                 |
| Онезимо Руфино | до 63 кг          | Чхве Джон Хёк Республика Корея П Туше (2:24) | Масааки Канэко Япония П по очкам | Завершил выступления  | Завершил выступления     | Завершил выступления | Завершил выступления  | Завершил выступления      |                 |

### Лёгкая атлетика
| Спортсмен                                                     | Дисциплина            | Первый раунд | Первый раунд | Четвертьфинал        | Четвертьфинал        | Полуфинал            | Полуфинал            | Финал                | Финал                |
| Спортсмен                                                     | Дисциплина            | Время        | Место        | Время                | Место                | Время                | Место                | Время                | Место                |
| ------------------------------------------------------------- | --------------------- | ------------ | ------------ | -------------------- | -------------------- | -------------------- | -------------------- | -------------------- | -------------------- |
| Альберто Торрес                                               | 100 м                 | 10,70        | 6            | Завершил выступления | Завершил выступления | Завершил выступления | Завершил выступления | Завершил выступления | Завершил выступления |
| Порфирио Веррас                                               | 100 м                 | 10,51        | 5            | Завершил выступления | Завершил выступления | Завершил выступления | Завершил выступления | Завершил выступления | Завершил выступления |
| Альберто Торрес                                               | 200 м                 | 21,53        | 6            | Завершил выступления | Завершил выступления | Завершил выступления | Завершил выступления | Завершил выступления | Завершил выступления |
| Порфирио Веррас                                               | 200 м                 | 21,99        | 5            | Завершил выступления | Завершил выступления | Завершил выступления | Завершил выступления | Завершил выступления | Завершил выступления |
| Хосе Л'Офисьяль                                               | 400 м                 | 47,93        | 7            | Завершил выступления | Завершил выступления | Завершил выступления | Завершил выступления | Завершил выступления | Завершил выступления |
| Хосе Л'Офисьяль                                               | 800 м                 | 1:55.6       | 7            | Завершил выступления | Завершил выступления | Завершил выступления | Завершил выступления | Завершил выступления | Завершил выступления |
| Мигель Нуньес                                                 | 1500 м                | 4:23,67      | 10           | Завершил выступления | Завершил выступления | Завершил выступления | Завершил выступления | Завершил выступления | Завершил выступления |
| Радамес Мора                                                  | 110 м с/б             | 16,85        | 7            | Завершил выступления | Завершил выступления | Завершил выступления | Завершил выступления | Завершил выступления | Завершил выступления |
| Луис Сориано Хосе Л'Офисьяль Рафаэль Домингес Порфирио Веррас | эстафета 4×100 метров | 41,48        | 7            | Завершил выступления | Завершил выступления | Завершил выступления | Завершил выступления | Завершил выступления | Завершил выступления |
| Давид Сориано Альберто Торрес Роландо Гомес Радамес Мора      | эстафета 4×400 метров | 3:19,42      | 5            | Завершил выступления | Завершил выступления | Завершил выступления | Завершил выступления | Завершил выступления | Завершил выступления |

### Стрельба
| Спортсмен       | Дисциплина | Результат | Результат |
| Спортсмен       | Дисциплина | Очки      | Место     |
| --------------- | ---------- | --------- | --------- |
| Доминго Лоренцо | трап       | 124       | 55        |
| Риад Юнес       | скит       | 170       | 48        |
| Луис Сантана    | скит       | 57        | 52        |

### Тяжёлая атлетика
| Спортсмен   | Весовая категория | Жим       | Жим   | Рывок     | Рывок | Толчок    | Толчок | Сумма                | Место                |
| Спортсмен   | Весовая категория | Результат | Место | Результат | Место | Результат | Место  | Сумма                | Место                |
| ----------- | ----------------- | --------- | ----- | --------- | ----- | --------- | ------ | -------------------- | -------------------- |
| Рамон Силфа | до 60 кг          | 95,0      | 19    | 82,5      | 20    | X         | X      | Завершил выступления | Завершил выступления |
| Хосе Перес  | до 82,5 кг        | 110,0     | 22    | 105,0     | 21    | 135,0     | 22     | 350,0                | 22                   |